# Vario LF
Vario LF (также обозначается как Tatra T3R.EVN и Tatra T3RN.EV) — трамвайный вагон, совместно выпускаемый с 2004 года пражской компанией Pragoimex, a.s. и крновской Krnovské opravny a strojírny, s.r.o. (KOS).

## История
Vario LF является модификацией выпускавшегося с начала 60-х по начало 90-х годов XX века трамвая Tatra T3. Кузов вагона VarCB3LF (LF — англ. Low Floor) совместно разработан компаниями Pragoimex, a.s. и Krnovské opravny a strojírny, s.r.o. (KOS) на базе кузова VarCB3 для трамваев Tatra T3R.EV и Tatra T3R.PV.

## Конструкция
Vario LF — частично низкопольный вагон с односторонним расположением дверей, доля низкого пола составляет 36 %, высота низкопольной части от уровня рельс составляет 350 мм, остальной части — 860 мм.
Кузов Vario LF удлинён на 1,1 м по сравнению с кузовом вагона T3R.EV, а его обновлённый внешний вид разработал и запатентовал чешский дизайнер Франтишек Пеликан.
В вагоне имеется три двери прислонно-раздвижного типа, каждая дверь состоит из двух створок. Максимальная вместимость вагона составляет 149 человек, из них сидячих — 33 и одно место с опорой для инвалидной или детской коляски.
Управление приводом вагона — на базе IGBT, расположение электрооборудования — крышевое.
Вагон может эксплуатироваться как в одиночном составе, так и в составе, состоящем из двух моторных вагонов либо одного моторного и одного прицепного, либо двух моторных и одного прицепного.

## Эксплуатация

### Россия
| Город  | Тип      | Начало эксплуатации | Количество | Бортовой номер |
| ------ | -------- | ------------------- | ---------- | -------------- |
| Москва | Vario LF | 2009                | 1          | 2400           |

### Словакия
| Город  | Тип         | Начало эксплуатации | Количество | Бортовой номер |
| ------ | ----------- | ------------------- | ---------- | -------------- |
| Кошице | Vario LFR.S | 2011                | 1          | 701            |

### Чехия
| Город           | Тип         | Начало эксплуатации | Количество | Бортовой номер |
| --------------- | ----------- | ------------------- | ---------- | --- |
| Брно            | Vario LFR.E | 2007                | 31         | 1497, 1523, 1530, 1539, 1541, 1551, 1553-1557, 1567, 1573-1575, 1580, 1582, 1584, 1586, 1590, 1592, 1596-1599, 1601, 1605, 1616, 1617, 1626, 1627 |
| Либерец         | Vario LFR.S | 2012                | 1          | 82 |
| Мост и Литвинов | Vario LF.E+ | 2012                | 1          | 253 |
| Мост и Литвинов | Vario LF.S  | 2012                | 2          | 314, 315 |
| Оломоуц         | Vario LF.E  | 2006                | 3          | 251-253 |
| Оломоуц         | Vario LFR.E | 2007                | 7          | 231-237 |
| Оломоуц         | Vario LFR.S | 2012                | 10         | 238-247 |
| Острава         | Vario LFR.E | 2004                | 59         | 1311-1369 |
| Плзень          | Vario LF.E+ | 2010                | 4          | 336, 337, 354, 355 |
| Плзень          | Vario LFR.S | 2010                | 19         | 333-335, 338-353 |

### Узбекистан
| Город     | Тип        | Начало эксплуатации | Окончание эксплуатации | Количество | Бортовой номер                                          |
| --------- | ---------- | ------------------- | ---------------------- | ---------- | ------------------------------------------------------- |
| Ташкент   | Vario LF.S | 2011                | 02.05.2016             | 20         | 2001-2011, 3201-3209 (все составы переданы в Самарканд) |
| Самарканд | Vario LF.S | 15.04.2017          |                        | 20         | 1001-1020                                               |